# Huddinge landskommun
Huddinge landskommun var en tidigare kommun i Stockholms län.

## Administrativ historik
När 1862 års kommunalförordningar började gälla inrättades i Huddinge socken i Svartlösa härad i Södermanland denna kommun.
Inom landskommunen inrättades municipalsamhällena Hörningsnäs villastads municipalsamhälle 5 december 1915, Fullersta municipalsamhälle 1 januari 1924, Huddinge municipalsamhälle 1 januari 1924, Segeltorps municipalsamhälle 1 januari 1924, Stuvsta municipalsamhälle 1 januari 1924 samt Snättringe municipalsamhälle 2 november 1928. Samtliga municipalsamhällen förutom Segeltorp samt områdena Tomtberga och Hörningsnäs parkhem (Tomtberga och Hörningsnäs parkhem omfattande en areal av 1,03 km², varav 0,99 km² land, och hade 464 invånare) bildade den 1 januari 1947 (enligt beslut den 22 februari 1946) Huddinge municipalsamhälle, där samtliga av stadsstadgorna gällde. Från den 1 januari 1949 (enligt beslut den 24 september 1948) skulle brand- och hälsovårdsstadgorna jämväl gälla inom det område av Huddinge landskommun, som inte tillhörde något municipalsamhälle. Därmed gällde brand- och hälsovårdsstadgorna i hela Huddinge landskommun från och med det datumet.
Huddinge landskommun påverkades inte av kommunreformen 1 januari 1952.
Den 1 januari 1953 upplöstes Huddinge municipalsamhälle med 14 182 invånare och omfattande en areal av 14,23 km², varav 13,92 km² land, samt Segeltorps municipalsamhälle med 2 848 invånare och omfattande en areal av 3,41 km², varav 3,35 km² land.
Den 1 januari 1963, i anslutning till Vårbyaffären, överfördes Skärholmen och Vårberg med 6 invånare och omfattande en areal av 3,77 km² land från Huddinge landskommun och församling till Stockholms stad och Hägerstens västra kyrkobokföringsdistrikt. Landskommunen ombildades 1971 till Huddinge kommun.
Kommunkoden var 0226, 0126 från 1968.

### Kyrklig tillhörighet
I kyrkligt hänseende tillhörde kommunen Huddinge församling.

## Kommunvapnet
Blasonering: I fält av guld en på ett blått treberg stående svart, brinnande vårdkase med röd låga.
Huddinge kommunvapen antogs 1947 och har en bild av en vårdkase, eftersom en sådan funnits på Vikingaberget.

## Geografi
Huddinge landskommun omfattade den 1 januari 1952 en areal av 141,76 km², varav 132,45 km² land. Efter nymätningar och arealberäkningar färdiga den 1 januari 1955 omfattade landskommunen den 1 januari 1961 en areal av 142,08 km², varav 133,19 km² land.

### Tätorter i kommunen 1960
| Tätort            | Folkmängd |
| ----------------- | --------- |
| Stockholm, del av | 27 028    |
| Fittja, del av    | 672       |
| Handen, del av    | 380       |
| Tullinge, del av  | 222       |

Tätortsgraden i kommunen var den 1 november 1960 97,3 procent.

## Näringsliv

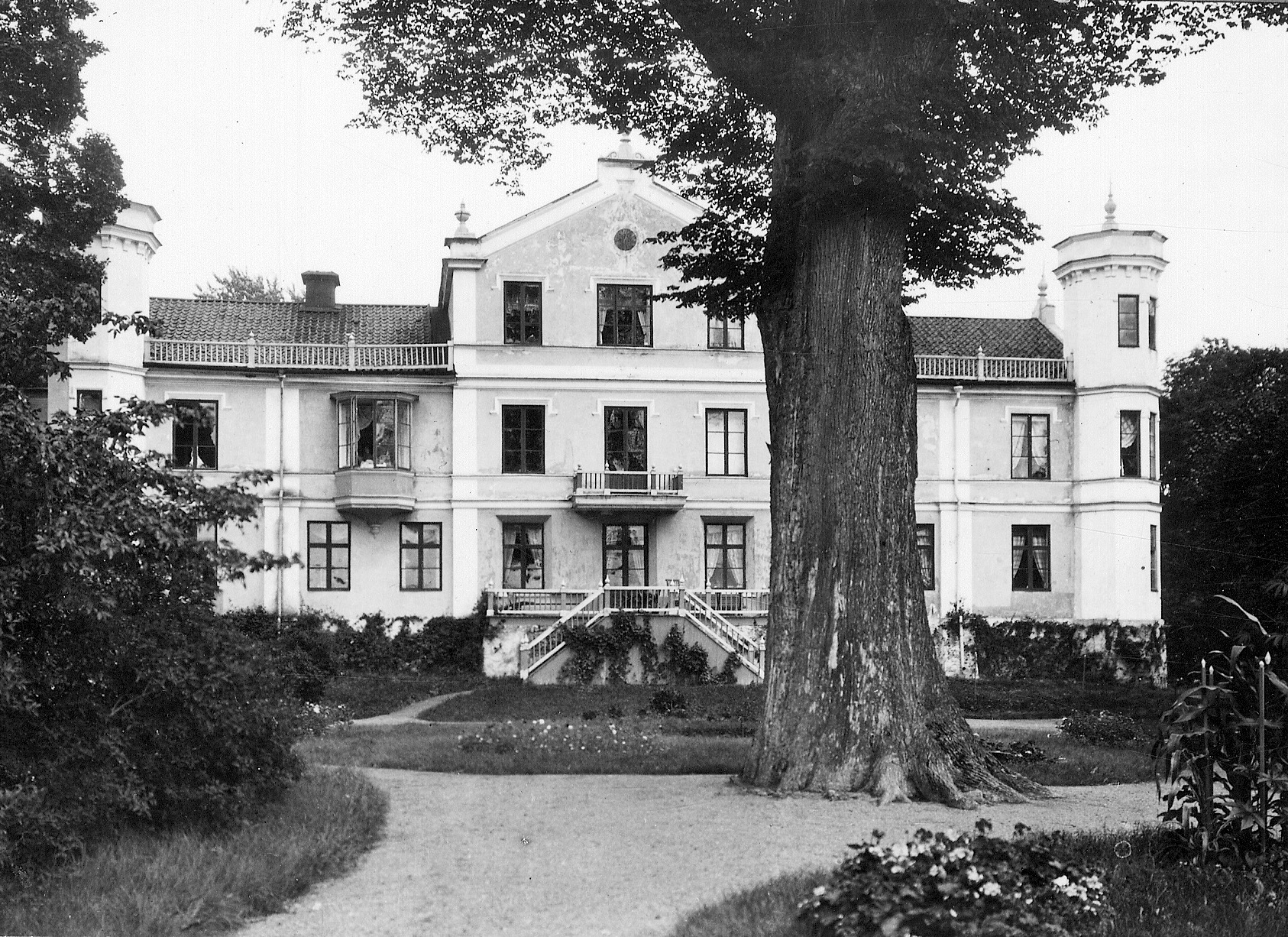
Vårby säteri brann ner 1975.

Det fanns en populär hälsobrunn i Vårby under första hälften av 1700-talet. I Haga anlades ett tegelbruk på 1740-talet. I mitten av 1800-talet hade Huddinge knappt 1 487 invånare varav de flesta livnärde sig som dagsverkstorpare och lantarbetare på storgårdar. Adeln ägde säterier i Vårby, Glömsta gård, Flemingsberg, Fullersta, Sundby, Balingsta och Lissma. Än var inte huvudstaden en arbetsplats av betydelse för Huddinges befolkning. I Haga anlades såg, garveri och bryggeri under 1800-talets senare hälft. Samtidigt påverkades stora delar av Sverige av järnvägarna där industri och stationssamhällen växte fram i dess närhet.
Industriutvecklingen i huvudstaden påverkade Huddinge indirekt. Vid sekelskiftet gjorde trångboddhet och höga hyror att människor sökte sig till landsbygden. Det tidiga 1900-talets pendlare bosatte sig på gångavstånd från järnvägsstationen. Området behöll en agrar karaktär trots järnväg och inflyttning. Som en följd av storstrejken i Sverige 1909 skulle jordbrukets försörjningsförmåga förbättras genom utskiftning av de stora gårdarna. Rikspolitiken gjorde att marken i Huddinge blev mer lönsam som tomtmark än som jordbruksmark. Gårdar som Fullersta och Stuvsta styckades till lägenheter för småbruk och trädgårdsbruk.
Det finns en del malmmineral i berggrunden och järnmalm har brutits i trakterna av Nybo. I början av 1900-talet utfördes provborrningar och det sas att malmen i gruvan hade god kvalitet, 60 procent järn och låg fosforhalt. År 1913 inmättes Nybogruvan, som blev Huddinges första gruva och året därpå började brytningen. Fram till 1926 bröts det 6 000 ton järnmalm i gruvan. Gruvverksamheten återupptogs i slutet av 1960-talet, men då i närliggande Huddinge gruva. Där bröts malmen fram till 1970-talet, varav det mesta exporterades till Västtyskland. Därefter har ingen vidare gruvverksamhet skett i kommunen.

## Utbildning
De första skolorna började med Huddinge kyrkskola som startade den 1 juli 1847 i Fullersta. 

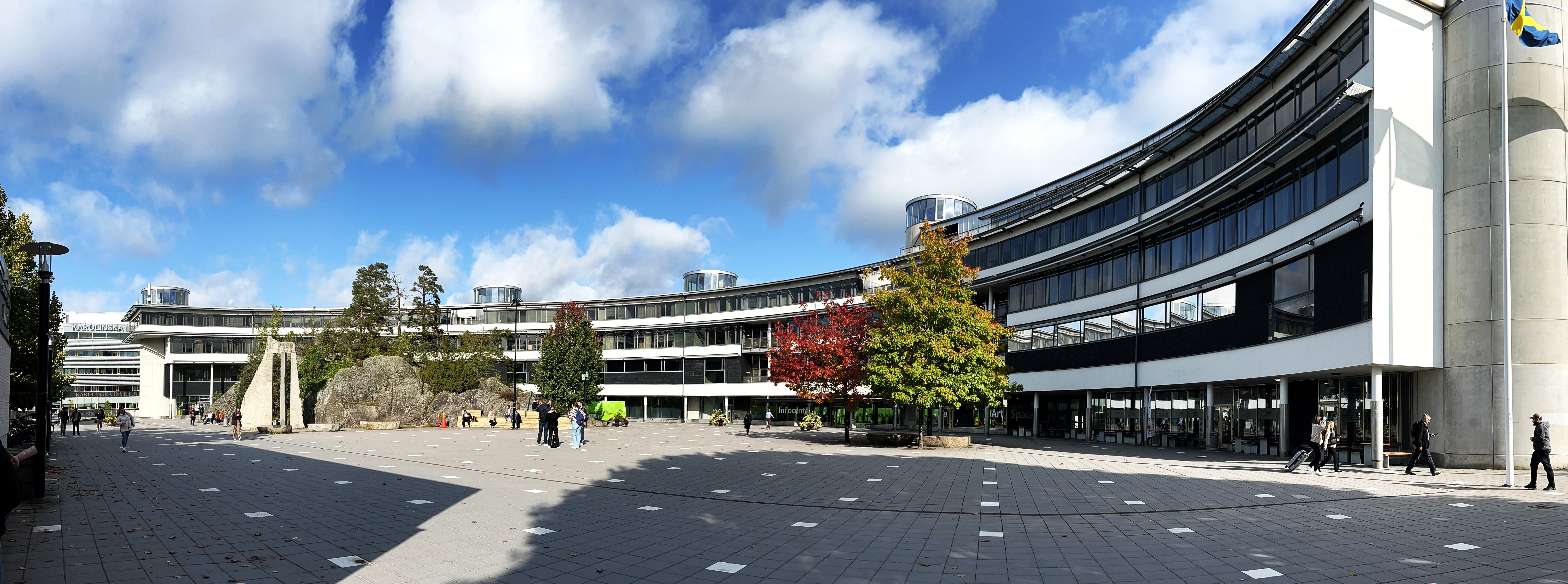
Södertörns högskolas huvudbyggnad Moas båge. Till vänster skulpturgruppen Moas stenar, skapad av skulptören Claes Hake.

Det var en sockenskola med övernattningsmöjlighet i det gamla ombyggda fattighuset vid Huddinge kyrka. En ny skolbyggnad invigdes år 1914, belägen vid nuvarande Kommunalvägen 34. Huddinges näst äldsta skola låg i dagens Skogås och togs i bruk i mitten av 1880-talet. Byggnaden låg vid Beateberg och revs 1944. År 1909 uppfördes den ännu kvarvarande rödmålade träbyggnaden i nationalromantisk stil. Över dörren finns en handmålad skylt Folkskola uppförd av Huddinge socken 1909.
Vid Balingsta gård bedrevs viss skolverksamhet från 1840 till 1940. Här har det funnits tre skolbyggnader som ersatt varandra. Vid sekelskiftet 1900 var det Huddinge sockens största skola med närmare 100 elever och en lärare. År 2006 rekonstruerade kommunen en av de gamla skolvägarna (se Skolleden) som torparbarnen fick gå till ända in på 1940-talet. Segeltorpsskolans första skolhus byggdes 1917. Innan dess fick segeltorpsbarnen gå till Vårby skola (skola 1901-1942), som låg intill Södertäljevägen. 

## Politik

### Mandatfördelning i valen 1938-1966
| 2 | 21 |  | 4 | 2 |

| 26 |

| 6 | 26 | 5 | 3 |

| 33 | 7 |

| 10 | 20 | 7 | 3 |

| 33 | 7 |

| 4 | 22 | 12 | 2 |

| 32 | 8 |

| 5 | 20 | 12 | 3 |

| 33 | 7 |

| 4 | 22 |  | 7 | 6 |

| 32 | 8 |

| 3 | 23 |  | 9 | 4 |

| 31 | 9 |

| 5 | 18 | 4 | 12 | 6 |

| 34 | 11 |

### Lista över kommunalnämndens ordförande
Nedan presenteras kommunalnämndens ordförande. För kommunalråd efter 1970, se Huddinge kommun.
| Namn | Namn           | Från | Till | Politisk tillhörighet |
| ---- | -------------- | ---- | ---- | --------------------- |
|      | Emil Andersson | 1909 | 1914 | borgerlig samling     |
|      | Gideon Hydén   | 1915 | 1921 | borgerlig samling     |
|      | J.R. Nyborg    | 1922 | 1923 | Socialdemokraterna    |
|      | Wilgot Blixman | 1924 | 1947 | Socialdemokraterna    |
|      | Nils Eliasson  | 1948 | 1963 | Socialdemokraterna    |
|      | Carl Lundberg  | 1963 | 1963 | Socialdemokraterna    |
|      | Henry Ericson  | 1964 | 1970 | Socialdemokraterna    |